# Polyomavirus
Polyomavirus är ensamt släkte av virus inom familjen Polyomaviridae.  Polyomavirus är DNA-baserade (dubbelsträngat DNA), små (40-50 nanometer i diameter), ikosaedriska till formen och saknar lipoproteinskal. De är potentiellt onkogena (dvs tumörskapande), de fortlever ofta som en latent infektion i ett värddjur utan att orsaka sjukdom, men kan orsaka tumörer i ett värddjur av en annan art eller hos en individ med försämrat immunförsvar. Sitt namn polyoma har det fått av dess förmåga att producera en mängd (poly-) tumörer (-oma).

## Arter

### Polyomavirus som återfinns hos människan
Det finns fyra polyomavirus som återfinns hos människan: 
- JC-virus (John Cunningham-virus) kan infektera luftvägarna, njurar och hjärna och orsakar sällsynt i det senare fallet den dödliga sjukdomen progressiv multifokal leukoencefalopati (PML).
- BK-virus orsakar en lättare infektion i luftvägarna och kan påverka njurarna hos transplantationspatienter med nedsatt immunförsvar.

Båda dessa virus är mycket vanliga och finns över hela världen. Man räknar med att 80% av den vuxna befolkningen i USA har antikroppar mot både BK och JC. Primärinfektionen inträffar oftast under barndomen och sedan förblir viruset latent i kroppen men kan reaktiveras och orsaka sjukdom om immunförsvaret blir allvarligt nedsatt som vid leukemi, njurtransplantation och AIDS.
- KI-virus upptäcktes på Karolinska institutet i Stockholm 2007 och är ett virus som förekommer över hela världen och ger luftvägsinfektioner hos barn.
- WU-virus upptäcktes på Washington university ungefär samtidigt som KI-viruset vilket det är mycket nära besläktat med.

### Exempel på andra polyomavirus
- SV40 (Simian virus 40) mångfaldigas i njurarna hos apor utan att göra dem sjuka, men har visat sig orsaka sarkom hos hamstrar. Det förekommer rapporter om förekomst av detta virus hos människor och att det kan orsaka vissa former av cancer men detta är fortfarande osäkert. Detta virus introducerades till människan på grund av kontaminerat poliovaccin på 1950- 1960-talet.
- BFDV (Budgerigar Fledgling Disease Virus) är ett polyomavirus som förekommer hos fåglar och som ofta förorsakar epidemier med dödlig utgång i fjäderfäbesättningar.

## Systematik
Släktet Polyomavirus brukade tidigare behandlas som en av två släkten inom den numera föråldrade familjen Papovaviridae (där det andra släktet var Papillomavirus som numera förs till den egna familjen Papillomaviridae). 